# Maulbeerwalde
Maulbeerwalde ist ein Ortsteil der Gemeinde Heiligengrabe im Landkreis Ostprignitz-Ruppin in Brandenburg.

## Geographie

### Lage
Maulbeerwalde liegt im Osten der Prignitz, nahe der Landesgrenze zu Mecklenburg-Vorpommern und ist ein landwirtschaftlich geprägtes Dorf mit einer Fläche von ca. 1.197,53 ha, dies entspricht 6,64 Prozent der Gesamtfläche der Gemeinde Heiligengrabe.

### Nachbargemeinden
Die Nachbarorte sind Heiligengrabe im Süden, Könkendorf im Westen, Blesendorf im Nordwesten, Zaatzke und Glienicke im Osten.

## Geschichte
In der Umgebung des heute bestehenden Dorfes Maulbeerwalde bestanden vor dem Dreißigjährigen Krieg drei kleine Dörfer. Ratechow in südlicher, Steckelsdorf in nördlicher und Verchow (Lippertsdorf) in östlicher Richtung von Maulbeerwalde. Sie sind im Verlauf des Dreißigjährigen Krieges wüst geworden und verschwunden. Auf der nun vorhandenen freien Feldgemarkung ließ König Friedrich der Große ein Dorf und ein Gut durch eine Schenkung der Fläche an General Christian Siegmund von Horn anlegen. Zur Bedingung der Schenkung wurde die Anpflanzung von Maulbeerbäumen für die Seidenraupenzucht gemacht.
Mit der Gründung des Dorfes im Jahr 1751 und der Gutsanlage erhielt Maulbeerwalde seinen Namen und der Maulbeerbaum wurde in das Wappen einbezogen. Zeitgleich sind 8 Bauern und 16 Büdner im Ort nachweislich. An kulturhistorischen und ethnographischen Gegenständen in der näheren Region sind Wirtel topographiert.
Im 19. Jahrhundert bestand bereits ein Gut, welches nicht kreistagsfähig war, also kein klassisches Rittergut war. Die Größe lag bei 684 ha, davon waren 251 ha Waldbesitz. 1854 hieß der Besitzer Wilhelm Ludwig. Um 1880 gehörte es dem Landwirt Gustav Hilgendorf. Später gelang die Besitzung in die Hand der Familie Wodarg, zwischen 1888 und 1896. Das Gut war zu diesem Zeitpunkt ein viehloser Betrieb, worüber der Besitzer publizierte. Die Größe von Gut Maulbeerwalde blieb stabil. Konrad Wodarg besitzt als Gutsherr 1914 etwa 686 ha. Im Ort bestanden keine weiteren größeren Höfe. Die Wodargschen Nachfahren führen das Gut weiter. 1919 gehörten mehrere Güter der Region dieser Familie, die auch Mitglied der Dendrologischen Gesellschaft waren. 1929 ist Hans Wodarg, der auch das mecklenburgische 189 ha Erbgut Georgenhof leitet, der Eigentümer. Als Pächter agiert Gustav Wodarg. Inzwischen gehören zum Gut 708 ha Land. Bis 1941 gab es Verhandlungen zur Einheitswertfeststellung des Gutes. Bis zur Bodenreform 1945 änderten sich keine Besitzverhältnisse.

### Eingemeindungen
Am 26. Oktober 2003 wurde die selbständige Gebietskörperschaft Maulbeerwalde ein Ortsteil der neu gebildeten Gemeinde Heiligengrabe aufgrund der brandenburgischen Gemeindegebietsreform.

## Kultur und Sehenswürdigkeiten

### Bauwerke

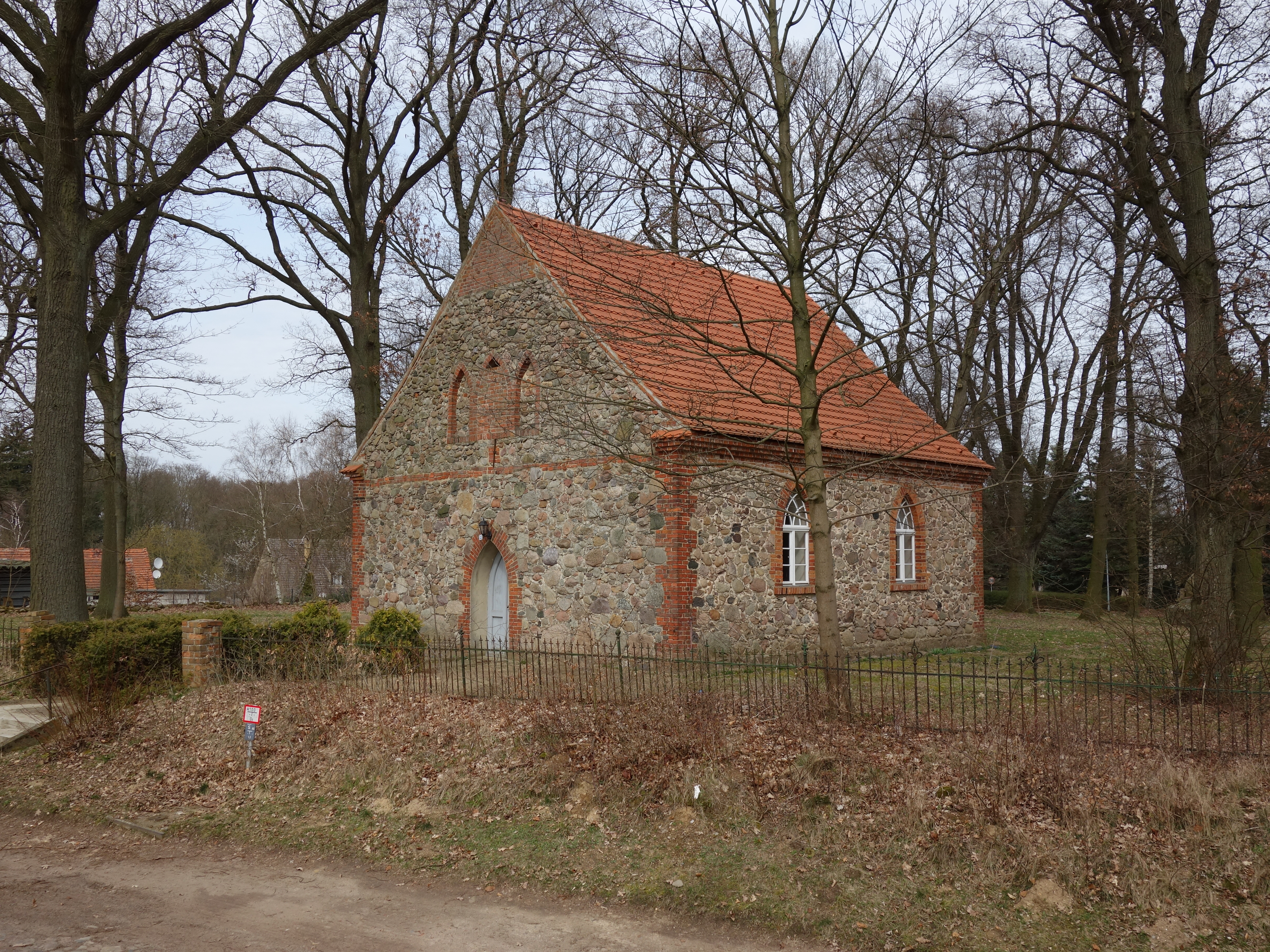
Gutskapelle Maulbeerwalde

- Gutsanlage Maulbeerwalde, nordwestlich von Maulbeerwalde gelegen
- Kapelle mit Friedhof und Kriegerdenkmal, außerhalb der Ortslage auf einem kleinen Hügel gelegen
- Nachtwächterhaus, als Schilderhäuschen bezeichnet und der Glockenstuhl in der Maulbeerwalder Dorfstraße 32

### Sport
- SV Prignitz Maulbeerwalde e. V. von 1951

### Regelmäßige Veranstaltungen
- Tag des Brandschutzes
- Landsportfest im „Waldstadion“

## Wirtschaft und Infrastruktur

### Unternehmen
Der Solarpark Maulbeerwalde wurde von dem erneuerbare Energien Entwickler Green Energy 3000 entwickelt und befindet sich auf einer 142.000 m² großen Fläche entlang der A 24 im Süden der Ortslage.

### Öffentliche Einrichtungen
- Freiwillige Feuerwehr (heute örtliche Feuerwehreinheit) Maulbeerwalde, gegründet 1913.

### Verkehr
In geringer Entfernung vom südlichen Ortsrand verläuft die A 24. Die nächstgelegenen Autobahnanschlussstellen sind Pritzwalk und Herzsprung an der A 24 (Hamburg–Berlin).

## Persönlichkeiten
- Friedrich Franz jun. Koenemann (1914–2011), Forstfachmann und Autor, in Maulbeerwalde geboren; Vita, GND 112841175X, Biographie der Eltern